# 柳屋本店 (水産加工)
株式会社柳屋本店（やなぎやほんてん）は、静岡県焼津市に本社を置き、鰹節等を製造する食品メーカーである。
「はいくっく」「O'花花」の商品で知られる。